# Eureka Tower

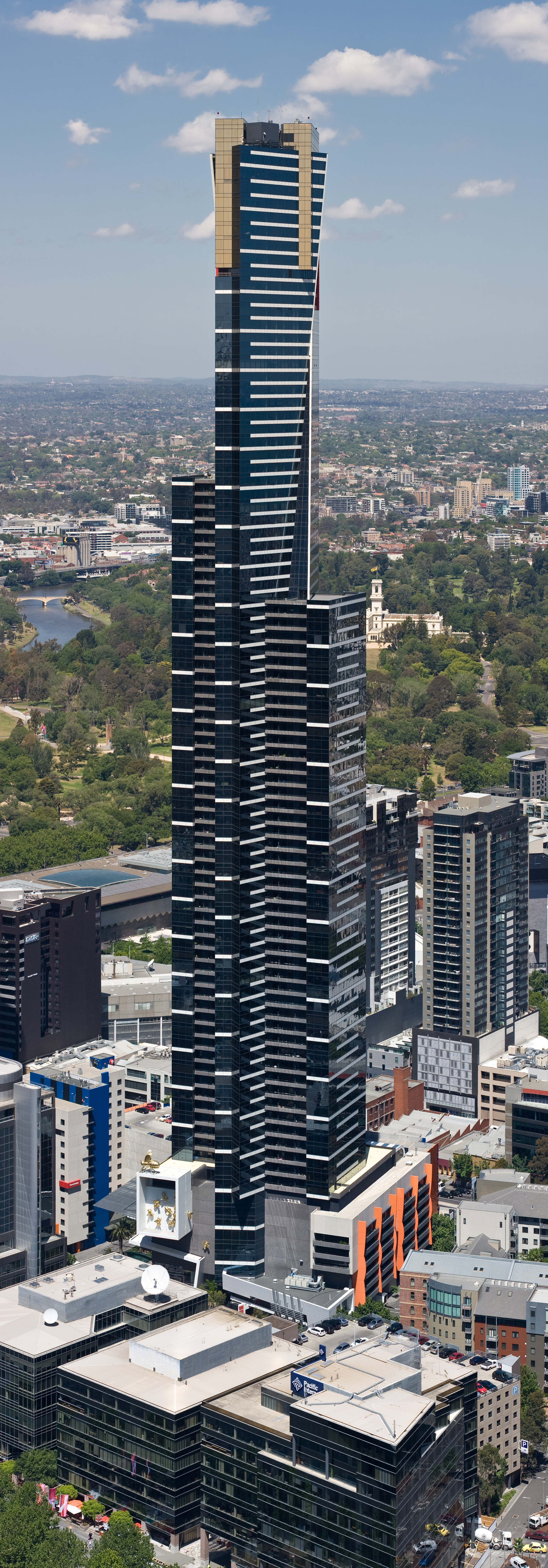

Eureka Tower este o clădire rezidențială de tip zgârie-nori localizată în Melbourne, Australia. Având 91 de etaje este cea mai înaltă clădire rezidențială din lume în funcție de numărul de etaje la cei 300 de metri ai săi. De asemenea este a 50-a cea mai înaltă clădire din lume.